# ريان (السفيرة)
ريان قرية سوريّة تتبع إداريّاً لمحافظة حلب منطقة السفيرة ناحية مركز السفيرة، بلغ تعداد سكانها 1,697 نسمة حسب التعداد السكاني لعام 2004.